# Estado de Ondo
El estado de Ondo es uno de los treinta y seis estados pertenecientes a la República Federal de Nigeria. Su capital es Akure.

## Localidades con población en marzo de 2016
- Akoko North East 241,700
- Akoko North West 286,000
- Akoko South East 111,300
- Akoko South West 308,300
- Akure North 176,500
- Akure South 486,300
- Ese-Odo 213,600
- Idanre 175,200
- Ifedore 238,100
- Ilaje 391,200
- Ile-Oluji-Okeigbo 232,000
- Irele 194,600
- Odigbo 313,600
- Okitipupa 316,100
- Ondo East 102,700
- Ondo West 389,900
- Ose 194,600
- Owo 300,000

## Superficie y límites
Ondo posee una superficie de 14.606 kilómetros cuadrados y limita al norte con los estados de Ekiti, Osun y Kogi, al este con los estados de Edo y Delta, al sur con el océano Atlántico y al oeste con el estado de Ogun.

## Población
La población se eleva a la cifra de 4.137.056 personas (datos del censo del año 2007). La densidad poblacional de esta división administrativa es de 283,2 habitantes por cada kilómetro cuadrado.
La población está compuesta en su mayoría por miembros de la etnia yoruba, representada por los subgrupos akok, akure, ikaria, ilaje, ondo y owo. Los ijaw solo representan una minoría, principalmente establecidos en las zonas costeras.

## Educación
El estado tiene el mayor número de escuelas públicas en toda Nigeria: 1070.

## Localidades
Se subdivide internamente en un total de dieciocho localidades:
| - Akok-South-East - Akoko-North-East - Akoko-North-West - Akoko-South-West - Akure-North - Akure-South - Ese-Odo - Idanre - Ifedore |  | - Ilaje - Ile-Oluji-Okeigbo - Irele - Odigbo - Okitipupa - Ondo-East - Ondo-West - Ose - Owo |